# Bezirk Stein (Schaffhausen)
Der Bezirk Stein war bis zum Juli 1999 eine Verwaltungseinheit des Kantons Schaffhausen in der Schweiz. Seither verzichtet der Kanton auf die Bezirksverwaltung, jedoch nicht auf den Bezirk selbst.

## Einwohnergemeinden
| Wappen         | Name der Gemeinde | Einwohner (31. Dezember 2023) | Fläche in km² | Einw. pro km² |
| -------------- | ----------------- | ----------------------------- | ------------- | ------------- |
| Buch           | Buch (SH)         | 323                           | 3,80          | 85            |
| Hemishofen     | Hemishofen        | 502                           | 7,89          | 64            |
| Ramsen         | Ramsen            | 1617                          | 13,50         | 120           |
| Stein am Rhein | Stein am Rhein    | 3548                          | 5,79          | 613           |
| Total (4)      | Total (4)         | 5990                          | 30,98         | 193           |

## Veränderungen im Gemeindebestand

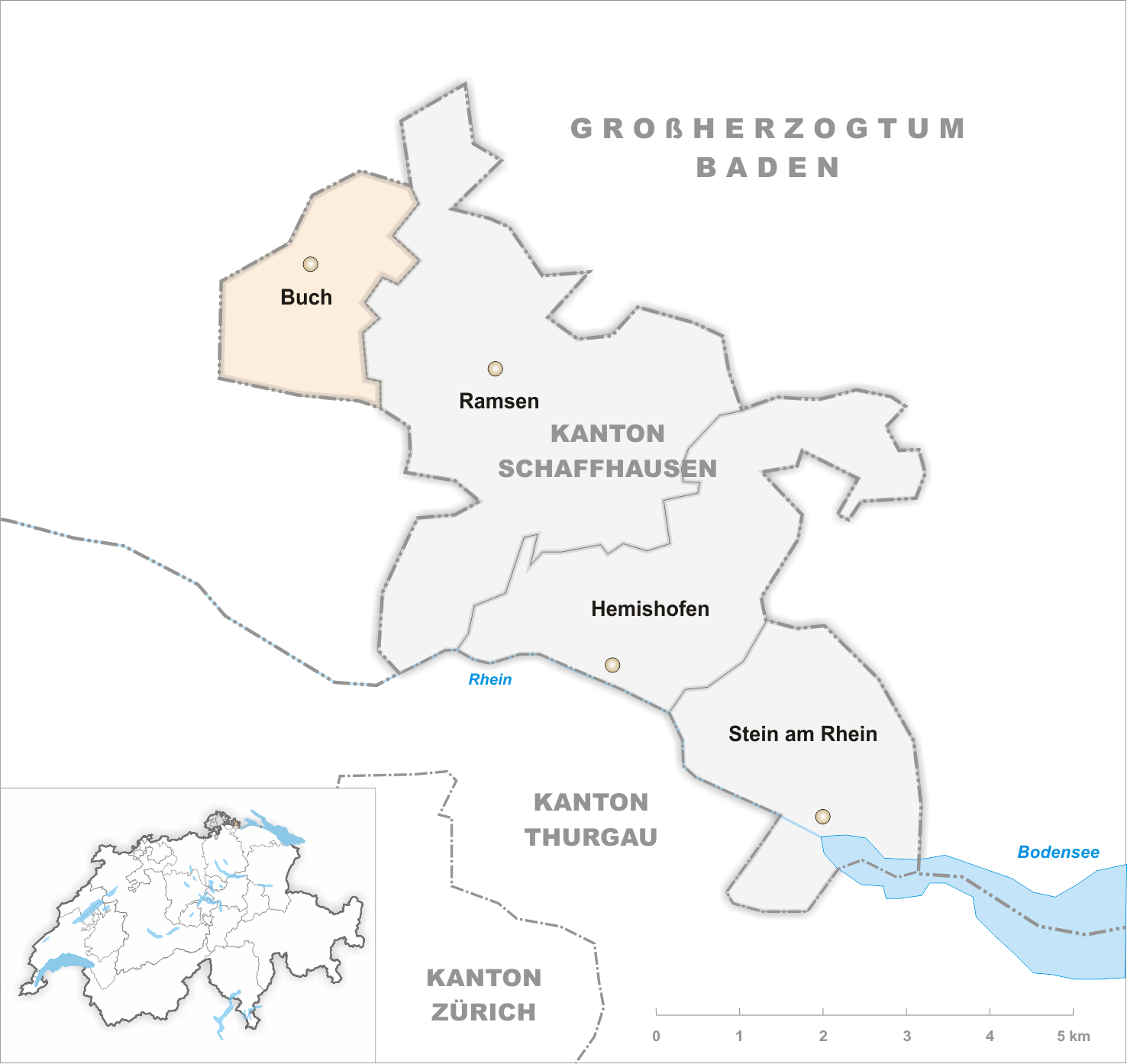
Gemeinden bis 1849

- 1850: Bezirkswechsel von Buch im Bezirk Reiat → Bezirk Stein